# 洛宗河畔蒙塞居尔
洛宗河畔蒙塞居尔（法語：Montségur-sur-Lauzon，法語發音：[mɔ̃seɡyʁ syʁ lozɔ̃]）是法国德龙省的一个市镇，位于该省西南部，属于尼永斯区。

## 地理
洛宗河畔蒙塞居尔（44°21'38"N, 4°51'34"E）面积18.24 平方千米，位于法国奥弗涅-罗讷-阿尔卑斯大区德龙省，该省份为法国东南部内陆省份，北起顺时针与伊泽尔省、上阿尔卑斯省、上普罗旺斯阿尔卑斯省、沃克吕兹省和阿尔代什省接壤。
与洛宗河畔蒙塞居尔接壤的市镇（或旧市镇、城区）包括：拉博姆德特朗西特、沙马雷、尚特梅勒-莱格里尼昂、克朗赛、科隆泽勒、索莱里约、里什朗什。

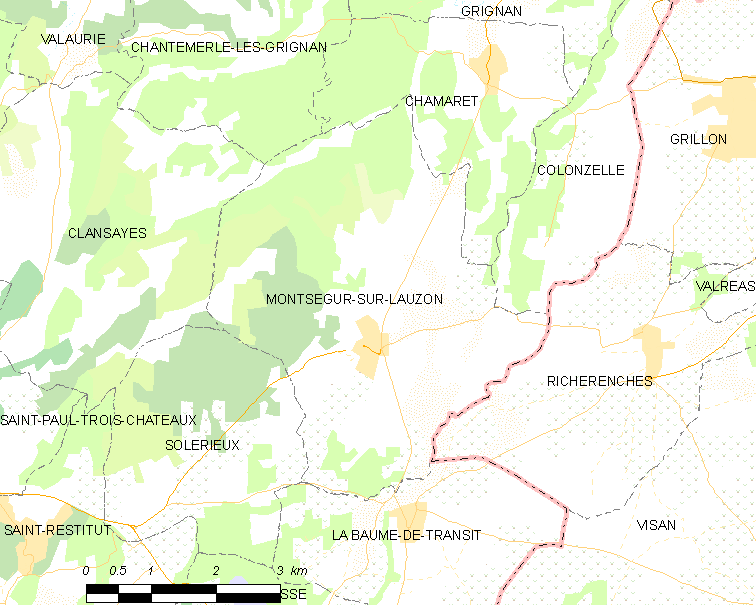
洛宗河畔蒙塞居尔的OSM定位图

洛宗河畔蒙塞居尔的时区为UTC+01:00、UTC+02:00（夏令时）。

## 行政
洛宗河畔蒙塞居尔的邮政编码为26130，INSEE市镇编码为26211。

## 政治
洛宗河畔蒙塞居尔所属的省级选区为格里尼昂县。

## 人口

1962-2008年间洛宗河畔蒙塞居尔人口变化图示

洛宗河畔蒙塞居尔于2022年1月1日时的人口数量为1371人。